# Abercrombie & Fitch
Abercrombie & Fitch (A&F)  é um retalhista de roupas norte-americano.

## História
A Abercrombie começou como uma pequena loja e fábrica no dia 4 de junho de 1892 na baixa Manhattan da cidade de Nova Iorque, fundada por Abercrombie. Sua paixão por esportes ao ar livre inspirou o surgimento da marca. Sua clientela inicial era composta por caçadores e exploradores. Em 1900, Erza Fitch, que era um de seus principais clientes, entrou na sociedade e a empresa passou a se chamar Abercrombie & Fitch, no ano de 1904. O famoso catálogo da marca surgiu em 1909, quando 50 mil cópias com 456 páginas, incluindo roupas e acessórios para acampamento, entre outros, foi impresso e distribuído, quase levando a empresa à falência. Mas provou ser um grande instrumento de marketing nos anos seguintes. Durante o começo do século XX, a rede de lojas se tornou extremamente popular vendendo produtos esportivos para a elite americana. Entre os fãs da marca estavam os presidentes Theodore Roosevelt, Gerald Ford e John F. Kennedy, além de Charles Lindbergh e Amelia Earhart, os atores Greta Garbo, Katharine Hepburn e Clark Gable, e os escritores John Steinbeck e Ernest Hemingway.
No início dos anos 90, a marca moderniza-se e conquista o público jovem com suas roupas sensuais e informais, de modelagem mais semelhante ao corte europeu.
No início de outubro de 2023, uma investigação da BBC revelou que uma rede organizada usou um intermediário para encontrar jovens recrutados para eventos sexuais com o então CEO da rede Mike Jeffries e seu parceiro Matthew Smith.

## A marca no mundo
A A&F hoje possui:
- Nos EUA 1096 lojas em 49 estados;
- No Canadá 3 lojas;
- Na Inglaterra 1 loja em Londres;
- No Japão 1 loja em Tóquio;
- Na Itália 1 loja em Milão;
- Na França 1 loja recém-inaugurada em Paris com as marcas Abercrombie & Fitch e Abercrombie Kids (com roupas feitas especialmente para crianças).
- Na Dinamarca 1 loja em Copenhague.
- Na China 1 Loja
- Na Espanha 1 Loja em Madrid

Em 2011 ela ofereceu dinheiro a um participante do reality show Jersey Shore para que ele parasse de usar as roupas da marca.